# Peyritschia
Peyritschia là một chi thực vật có hoa trong họ Hòa thảo (Poaceae).

## Loài
Chi Peyritschia gồm các loài: